# Blood in the Water: The Attica Prison Uprising of 1971 and Its Legacy
Blood in the Water: The Attica Prison Uprising of 1971 and Its Legacy – wydana w 2016 książka amerykańskiej historyk Heather Ann Thompson poświęcona rebelii w więzieniu Attica w 1971.
Książka jest owocem ponad 10 lat badań.
Znalazła się na liście 100 Notable Books of 2016 magazynu "New York Times". W 2017 za Blood in the Water Heather Ann Thompson otrzymała Nagrodę Pulitzera w kategorii Historia.